# Österreichisches Forschungsinstitut für Chemie und Technik
Das Österreichisches Forschungsinstitut für Chemie und Technik (OFI) ist ein unabhängiges Prüf- und Forschungsinstitut mit Firmensitz in Wien. Es ist die größte der 19 kooperativen Forschungseinrichtungen innerhalb der Austrian Cooperative Research und hat rund 120 Mitarbeiterinnen und Mitarbeiter.
Als akkreditierte Prüf-, Inspektions- und Zertifizierungsstelle sowie akkreditierter Anbieter von Eignungsprüfungen ist das OFI sowohl der Spezialist für die Prüfung und Bestätigung der Zuverlässigkeit von Werkstoffen, als auch für die Begutachtung und Planung von Sanierungen von Bauwerken. Das OFI unterstützt österreichische KMU genauso wie internationale Unternehmen und Start-Ups von der ersten Idee, über die Entwicklung bis zur Markteinführung von Produkten.

## Geschichte
Die Gründung des OFI erfolgte im Jahre 1946 als „Chemisches Forschungsinstitut der Wirtschaft Österreichs (CFI)“. Sie geht auf eine Initiative des Fachverbands der chemischen Industrie sowie einzelner Vertreter der österreichischen Wirtschaft zurück. Zweck der Gründung war es, österreichischen Betrieben nach dem Zweiten Weltkrieg ein Forschungsinstitut zur Seite zu stellen, das im Interesse des Auf- und Ausbaus der österreichischen Industrie tätig wird und kleinen und mittleren Unternehmen den Zugang zu Forschung ermöglicht. Auf Grund eines rasch zunehmenden Arbeitsschwerpunktes im Bereich neuer Materialien und Produkte wurde das Institut im Jahre 1984 in „Österreichisches Forschungsinstitut für Chemie und Technik“, kurz OFI, umbenannt.

## Dienstleistungen
Als unabhängiges Prüf- und Forschungsinstitut begleitet das OFI Innovationsprozesse in den Bereichen Werkstoffanwendungen & Bauwerkserneuerung von der Idee bis zum Markteintritt und darüber hinaus. Für Unternehmen aus unterschiedlichen Branchen fungiert das OFI mit seinem Dienstleistungsportfolio als Partner für Qualitätssicherung, Produktentwicklung und Innovationswachstum. Das Dienstleistungsangebot umfasst
- Prüfung
- Inspektion
- Zertifizierung
- Forschung
- Beratung
- Wissenstransfer

Die Leistungen des OFI sind auf folgende Kompetenzbereiche ausgerichtet:
- Pharma, Medizinprodukte & Hygiene
- Technische Kunststoffbauteile, Klebungen & Beschichtungen
- Verpackung, Recycling & Gefahrgut
- Wasseraufbereitung, Armaturen & Rohrleitungstechnik
- Bauwesen
- Baustoffe
- Bauprodukte
- Sporttechnologie

Das OFI ist von Akkreditierung Austria akkreditierte Prüfstelle nach EN ISO/ IEC 17025, akkreditierte Inspektionsstelle nach EN ISO/  IEC 17020 und akkreditierte Zertifizierungsstelle nach EN ISO/ IEC 17065. Seit 2022 ist das OFI außerdem als Anbieter von Eignungsprüfungen nach EN ISO/ IEC 17043 akkreditiert.
Neben Prüfung, Begutachtung, Inspektion und Zertifizierung gehört angewandte Forschung und Entwicklung zu den wesentlichen Dienstleistungen des OFI. Besonderer Fokus liegt dabei auf der Unterstützung von kleinen und mittleren Unternehmen (KMU) sowie Start-Ups und deren Begleitung bei Produktentwicklungen und Produktinnovationen. Fachspezifische Schulungen und branchenspezifische Veranstaltungen runden das Leistungsangebot ab.

## Verliehene Preise
Seit 1975 vergibt das OFI die H.F. Mark Medaille an Personen für besondere Leistungen im Bereich der Polymerwissenschaften und der Kunststoffwirtschaft. Seit 2023 wird der H.F. Mark Sustainability Award für Projekte zum Themenkomplex „Nachhaltigkeit von Kunststoffen“ verliehen. Beide Preise sind nach dem Chemiker und Polymerwissenschaftler Hermann F. Mark benannt.

## Auszeichnungen und Preise
- ACR Woman Award 2022 powered by FFG für OFI Expertin Elisa Mayrhofer – Sicherheitsbewertung von Rezyklaten (Youtube-Video)
- ACR Start-up Preis 2022 powered by aws für Purency und OFI – Forschung an Mikroplastik (Youtube-Video)
- ACR Innovationspreis 2022 für KIOTO Photovoltaics und OFI – Recyclebare Photovoltaik (Youtube-Video)
- Living Standards Award 2022 in der Kategorie Enabling Solutions für das OFI – Risikobewertung von Medizinprodukten (Youtube-Video)
- ACR Innovationspreis 2020 für Hehle Reisen und OFI – Minimierung des Infektionsrisikos in Reisebussen
- ACR Woman Award 2019 für OFI Expertin Elisabeth Mertl – Auf Tierversuche verzichten
- ACR Kooperationspreis 2019 für MAXTON und OFI – Innovatives Mundstück-Blatt-System für Klarinetten